# Bert Natter
Egbert (Bert) Natter (Baarn, 19 januari 1968) is een Nederlands schrijver, oud-uitgever en voormalig journalist. Hij publiceerde diverse (jeugd)boeken en schreef Het Rijksmuseum Kookboek (2004). Zijn literaire debuut is de roman Begeerte heeft ons aangeraakt (2008).

## Biografie
Bert Natter is geboren en getogen in Baarn. Hij doorliep Het Baarnsch Lyceum. Samen met medeleerling Ronald Giphart schreef hij het feuilleton 'Hé, een biljartbal' voor Animo, de schoolkrant van Het Baarnsch lyceum. In 1988 ging hij Neerlandistiek studeren aan de Universiteit van Amsterdam, een studie die hij niet afmaakte. In 1990 werd hij redacteur bij Uitgeverij Kwadraat te Utrecht, waar hij toen woonde. In 1995 verhuisde hij terug naar Baarn en werd uitgever bij de aldaar gevestigde Uitgeverij De Prom/De Fontein, die onder leiding stond van Wim Hazeu. In 2001 werd hij hoofdredacteur van treintijdschrift Rails, waar hij na ruim een jaar vertrok om freelance journalist te worden. Hij schreef onder andere columns, essays en artikelen over kunst en cultuur voor het Utrechts Nieuwsblad, AD Magazine, Oog, WahWah en De Revisor.
Sinds de middelbare school werkte Natter met zijn vriend Ronald Giphart aan diverse boeken en publicaties. Ze hielden samen, met nog een aantal andere schrijvers, een weblog bij dat door Natter werd geïnitieerd: de papieren wereld.
In 2004 publiceerde hij Het Rijksmuseum Kookboek, waarvoor tien meesterkoks zich lieten inspireren door Hollandse zeventiende-eeuwse schilderijen. Met Kees Zandvliet stelde hij De historische sensatie samen. In 2005 verscheen de historische roman Rembrandt, mijn vader. Als amateurkunsthistoricus heeft Natter in dit boek een theorie aangedragen over de duiding van Rembrandts meesterwerk Het Joodse Bruidje. Hij schreef er ook een wetenschappelijk artikel over in het Bulletin van het Rijksmuseum.
Zijn debuutroman Begeerte heeft ons aangeraakt werd bekroond met de Selexyz Debuutprijs 2009 en de Lucy B. en C.W. van der Hoogtprijs 2010, kreeg een vermelding op de longlist van de Academica Debutanten Prijs 2009, een eervolle vermelding voor de Anton Wachterprijs 2008 en een nominatie voor de Halewijnprijs 2008. Deze roman is door Tom Blokdijk (tekst) en Theu Boermans (regie) in 2011 bewerkt voor het toneel, een productie van Het Nationale Toneel en Het Derde Bedrijf. De tweede roman van Natter, Hoe staat het met de liefde?, verscheen in 2012, drie jaar later gevolgd door Remington en Goldberg.

## Persoonlijk
Bert Natter is getrouwd met Hester Kuiper, wetenschappelijk onderzoeker bij het Rijksmuseum. Samen hebben ze twee dochters, Rozemond en Lidewij. Lidewij is meervoudig gehandicapt. Over haar schreef hij het boek Leven met Lidewij.

## Bestseller 60
| Boeken met noteringen in de Nederlandse Bestseller 60 | Jaar van verschijnen | Datum van binnenkomst | Hoogste positie | Aantal weken | Opmerkingen |
| ----------------------------------------------------- | -------------------- | --------------------- | --------------- | ------------ | ----------- |
| Aan het einde van de oorlog                           | 2025                 | 26-02-2025            | 40              | 2            |             |

- Bibliothèque nationale de France: cb155809883 (data)
- Digitale Bibliotheek voor de Nederlandse Letteren: natt001
- Gemeinsame Normdatei: 132444461
- International Standard Name Identifier: 0000 0000 7849 8954
- Library of Congress Control Number: n94098994
- Nederlandse Thesaurus van Auteursnamen: 119089580
- Système universitaire de documentation: 127960791
- Virtual International Authority File: 66785101
- WorldCat: E39PBJk8TXpgxBQYjYrjjYfwmd